# Senatswahl in Pakistan 2018

Grafische Darstellung der Ergebnisse der Senatswahl 2018 in Pakistan
Pakistan Muslim League Nawaz (PML-N) – angetreten als Unabhängige
Pakistan Peoples Party Parliamentarians (PPP-P)
Pakistan Tehreek-e-Insaf (PTI)
Muttahida Quami Movement (MQM)
Jamiat Ulema-e-Islam (F) (JUI-F)
Pakistan Muslim League Functional (PML-F)
Jamaat-e-Islami Pakistan (JIP)
Pashtoonkhwa Milli Awami Party (PMAP)
National Party (NP)
Unabhängige, ohne von der PML-N unterstützte Kandidaten
Minderheitensitze, diesmal nicht vergeben

Die Senatswahl in Pakistan 2018 für das Oberhaus des pakistanischen Parlaments fand am 3. März 2018 statt.

## Wahlergebnis
Am 28. Juli 2017 enthob der Oberste Gerichtshof Pakistans den Premierminister Nawaz Sharif seines Amtes und hatte diesen von der weiteren Ausübung eines öffentlichen Amtes ausgeschlossen. Daraufhin wurde ein neues Wahlgesetz 2017 verabschiedet, das es Sharif ermöglichte hätte, trotz des Urteils weiterhin als Parteivorsitzender der Pakistan Muslim League Nawaz (deutsch Muslimliga, PML-N) zu fungieren.
In einem späteren Urteil des Obersten Gerichtshofs vom 21. Februar 2018 wurde Sharif jedoch auch vom Amt des Parteivorsitzenden ausgeschlossen. In diesem Urteil wurden alle Entscheidungen, die Sharif während seiner Amtszeit als Parteivorsitzender getroffen hatte, für ungültig erklärt, einschließlich der Erklärungen über die Kandidaturen für den Senat, die er selbst unterzeichnet hatte. Um Verzögerungen bei den Senatswahlen zu vermeiden, hatte die Wahlkommission Pakistans allerdings alle Kandidaten der PML-N zu Unabhängigen erklärt.
Bei dieser Wahl wurden insgesamt 52 Sitze neu besetzt. Davon waren 33 allgemeine Sitze (7 aus jeder Provinz, 4 aus den Stammesgebiete unter Bundesverwaltung (FATA) und 1 aus Islamabad), 9 Sitze für Technokraten (2 aus jeder Provinz und 1 aus Islamabad), 8 Sitze für Frauen (je 2 aus jeder Provinz) und 2 Minderheitensitze (je 1 aus 2 Provinzen).
Insgesamt bewarben sich 131 Kandidaten um die 52 Sitze. Davon waren 33 aus der Provinz Sindh, 26 aus Khyber Pakhtunkhwa, 24 aus den FATA, 23 aus Belutschistan, 20 aus Punjab und 5 aus Islamabad.
| Partei                                          | Sitze | Bemerkung                                                                                       |
| ----------------------------------------------- | ----- | ----------------------------------------------------------------------------------------------- |
| Pakistan Muslim League Nawaz (PML-N)            | 15    | offiziell als Unabhängige angetreten, gewonnen in Punjab, Khyber Pakhtunkhwa und Islamabad      |
| Pakistan People’s Party Parliamentarian (PPP-P) | 12    | gewonnen in Sindh und Khyber Pakhtunkhwa                                                        |
| Pakistan Tehreek-e-Insaf (PTI)                  | 6     | fünf Sitze aus Khyber Pakhtunkhwa und 1 aus Punjab                                              |
| Jamiatul-Ulema-e-Islam (F) (JUI-F)              | 2     | je 1 aus Khyber Pakhtunkhwa und Balochistan                                                     |
| Jamaat-e-Islami Pakistan (JIP)                  | 1     | gewonnen in Khyber Pakhtunkhwa                                                                  |
| Mutahidda Qaumi Movement (MQM)                  | 1     | gewonnen in Sindh                                                                               |
| Pakistan Muslim League Functional (PML-F)       | 1     | gewonnen in Sindh                                                                               |
| Unabhängige                                     | 10    | ohne die offiziell als Unabhängige angetretenen Kandidaten der PML-N, gewonnen in Belutschistan |
| National Party (NP)                             | 2     | gewonnen in Belutschistan                                                                       |
| Pashtoonkhwa Milli Awami Party (PMAP)           | 2     | gewonnen in Belutschistan                                                                       |

Damit hatte der Senat nach der Wahl folgende Zusammensetzung:
| Partei                                          | Sitze                                                |
| ----------------------------------------------- | ---------------------------------------------------- |
| Unabhängige                                     | 31 (darunter 15, die eigentlich der PML-N angehören) |
| Pakistan People’s Party Parliamentarian (PPP-P) | 20                                                   |
| Pakistan Muslim League Nawaz (PML-N)            | 17                                                   |
| Pakistan Tehreek-e-Insaf (PTI)                  | 11                                                   |
| Mutahidda Qaumi Movement (MQM)                  | 5                                                    |
| National Party (NP)                             | 5                                                    |
| Pashtoonkhwa Milli Awami Party (PMAP)           | 3                                                    |
| Jamiatul-Ulema-e-Islam (F) (JUI-F)              | 4                                                    |
| Jamaat-e-Islami Pakistan (JIP)                  | 2                                                    |
| Awami National Party (ANP)                      | 1                                                    |
| Balochistan Awami Party                         | 1                                                    |
| Balochistan National Party (BNP-M)              | 1                                                    |
| Pakistan Muslim League Functional (PML-F)       | 1                                                    |